# گرم (کوه)
گُرم یا گورم یکی از کوههای استان فارس در شمال غرب شهرستان جهرم با ارتفاع ۲۷۶۱ متر از سطح دریا است. منطقه شکار ممنوع کوه گرم در این کوه واقع شده‌است. این کوه بلند‌ترین قله شهرستان جهرم و جنوب استان فارس است.

## موقعیت جغرافیایی
بیشتر مساحت این منطقه کوهستانی است و میانگین بارندگی سالیانه آن حدود ۳۰۰ تا ۴۰۰ میلی‌متر و میانگین دمای سالانه نیز حدود ۲۱ درجه سانتی‌گراد است. رودخانه قره‌آغاج، در مسیر شمال شرق به جنوب غرب از کنار این منطقه و رودخانه شور جهرم در امتداد جنوب شرق به جنوب غرب و از سوی دیگر این منطقه عبور می‌کند.

## پوشش گیاهی

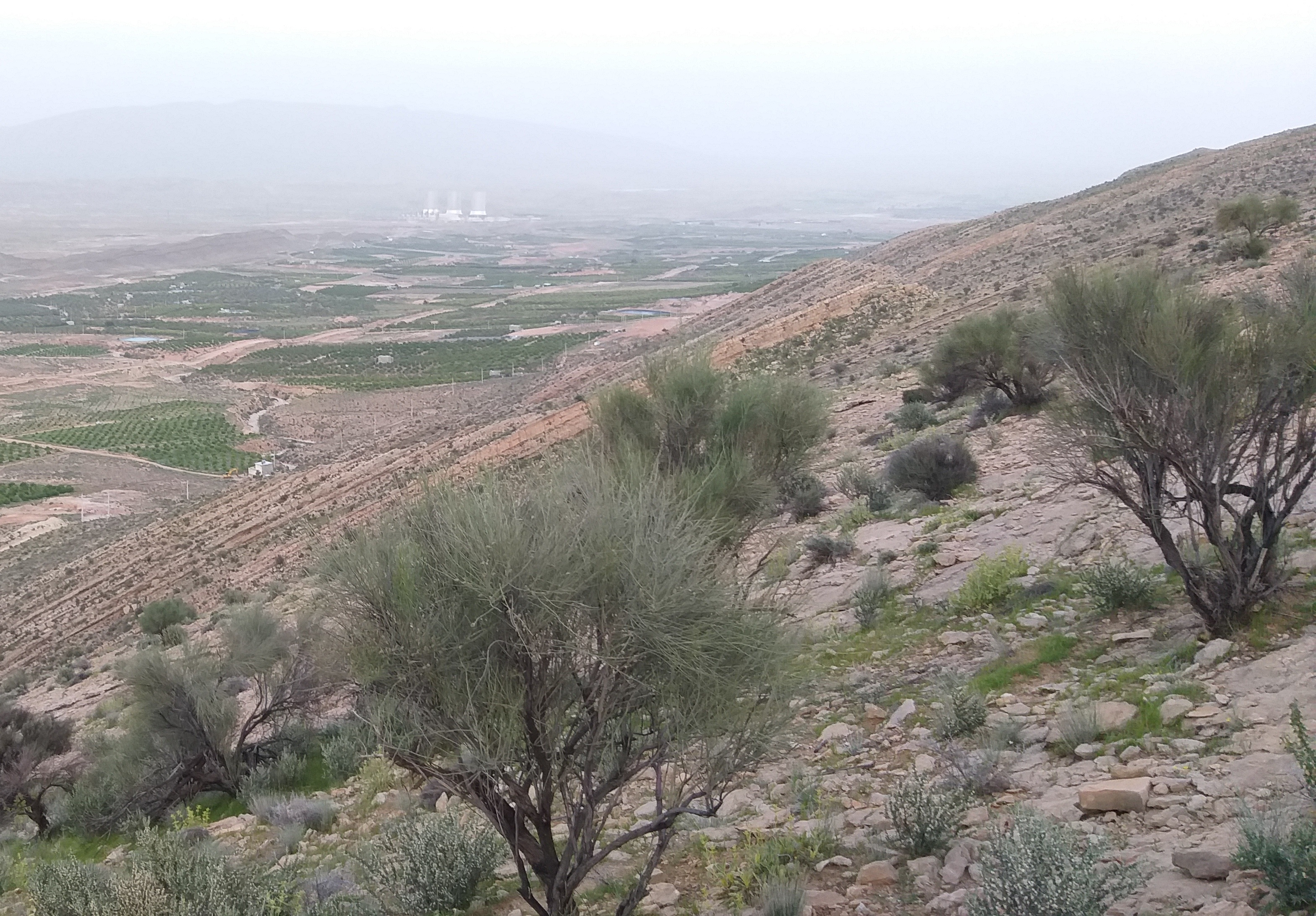
درختان بادام کوهی در ارتفاعات کوه

ارس، بنه، گلخنک، کیکم، بادام کوهی، انجیر وحشی، تنگرس، خشک، مورد، خرزهره، استبرق، کنار، آلبالو وحشی، ورک، گوش بره، گون، فرنیون، خارشتر، درمنه، اسپرس، کاکوتی، کنگر وحشی، آنغوزه، ریش بز، بومادران، شکرتیغال، کما، جاشیر، ارژن، اسپند، ختمی، پیاز کوهی و کلاه میرحسن از عمده‌ترین گیاهان این کوه هستند.

## زندگی جانوری
بز و پازن وحشی، قوچ و میش وحشی، آهو، پلنگ، گرگ، روباه، خرگوش، تشی، لاک پشت، کبک، تیهو، قمری، دارکوب، چکچک کوهی، کمرکولی، انواع کبوتر، هدهد، انواع کوکر، لاشخور، عقاب، سنگ‌چشم، چکاوک، چرخ‌ریسک، پرستو، توکا، بلبل خرما، زنبورخوار، سبزقبا، پری‌شاهرخ، سلیم طوقی، کیلو، کلاغ و گنجشک از عمده‌ترین جانوران این کوه هستند.

## منطقه شکار ممنوع
منطقه شکار ممنوع کوه گرم با وسعت حدود ۸۰٬۰۰۰ هکتار در سال ۱۳۷۴ با عنوان منطقه شکار ممنوع معرفی گردید. این منطقه از به هم پیوستن دو کوه گرم و کوه نمک تشکیل شده‌است.